# Le Phalène bleu
 (novembre 2014).
Si vous disposez d'ouvrages ou d'articles de référence ou si vous connaissez des sites web de qualité traitant du thème abordé ici, merci de compléter l'article en donnant les références utiles à sa vérifiabilité et en les liant à la section « Notes et références ».
Pour les articles homonymes, voir Phalène.
Pour plus de détails, voir Fiche technique et Distribution.
Le Phalène bleu (Der blaue Nachtfalter) est un film ouest-allemand réalisé par Wolfgang Schleif, sorti en 1959.

## Synopsis
Julia Martens est libérée de prison après 13 ans et demi pour bonne conduite. Cela fait 15 ans qu'elle a été reconnue coupable du meurtre de Stefan Owenski. La période difficile a laissé sa marque sur Julia. Non seulement son mari, le consul Martens, n'a pas pu accepter ce qui s'était passé et est décédé un an après la condamnation de Julia, mais elle n'est également plus en mesure de lui expliquer les circonstances de son crime. Le consul Martens a travaillé pendant le régime nazi dans la résistance et aidé les persécutés à s'échapper. Owenski, qui était au courant, a voulu faire chanter Julia avec cette connaissance et a menacé de trahir son mari au pouvoir. Lorsque les deux se sont rencontrés, il y a eu une bousculade et un tir à la suite, dans lequel Owenski est tombé à l'eau et n'a pas réapparu.
La seule chose qui reste à Julia est son fils Thomas, qui a grandi entre-temps. Lors d'une visite chez sa belle-mère, qui a élevé Thomas, Julia apprend qu'on lui a dit que sa mère était décédée depuis longtemps. La vieille Frau Martens fait comprendre à Julia que ce serait mieux pour Thomas, qui reprendrait un jour l'usine de son père. Avec une mère comme ancienne forçat, son avenir pourrait être compromis. Quand elle a été informée par le Dr. Frahm, l'avocat de la famille, propose au moins une aide financière, mais la fierté de Julia ne lui permet pas de l'accepter. Amère, elle quitte pour toujours la maison où elle était autrefois si heureuse.
Autrefois chanteuse d'opéra célèbre, elle constate à quelle vitesse les gens ont oublié qu'elle était une star célèbre. Elle trouve touteois un engagement dans le Blauer Nachtfalter, où elle se produit dans une chansonette alléchante. Parmi ses collègues, il y a la jeune danseuse Irina, dont son fils Thomas est amoureux. Il vient régulièrement la voir dans leur loge. Ces courts instants, permettent à Julias de voir son fils. Dans les conversations entre eux  Thomas apprécie beaucoup sa mère, dont le nom de scène est Moralto.
Irina un manager appelé Steve Owens qui l'intimide impitoyablement. Il réclame sans cesse de l'argent à la jeune femme et n'hésite pas à faire respecter ses exigences par la violence physique. Un jour, la mallette de Thomas, qu'il avait laissée dans le vestiaire d'Irina lors d'une visite chez elle, lui tomba entre les mains. Le sac contient des documents commerciaux importants que Thomas voulait apporter à Zurich le lendemain. Owens, toujours à la recherche d'argent, reconnaît la valeur des documents qu'il veut vendre à la concurrence des œuvres Martens. Le sac n'étant plus là, le jeune couple se dispute, ce que Julia surprend depuis sa loge voisine. Soudain, elle réalise qui est ce Steve Owens - Stefan Owenski.
Thomas s'est entre-temps rendu chez Owens et lui demande de rendre les papiers volés. Une dispute éclate entre les deux hommes mais se termine lorsque Thomas est assommé par Owens. Ce dernier est sur le point de frapper à mort son adversaire avec un lustre en bronze lorsque Julia apparaît à la porte-fenêtre. Elle a appris par Irina où Thomas allait et a peur pour son fils, car elle sait mieux à quel point cet homme est sans scrupules. Lorsqu'elle voit un revolver posé à ses pieds, elle réagit sans réfléchir davantage et ramassant l'arme, tire sur l'homme. Comme Thomas est inconscient et que Julia ne sait pas comment il va, elle essaye d'appeler une ambulance, mais est tellement dépassée par la situation qu'elle perd connaissance. 
Plus tard, à l'hopital, Julia ignore que son fils a été arrêté et accusé du meurtre d'Owens. Elle ne l'apprend que par un journal et décide de témoigner devant le tribunal pour sauver son fils d'un sort similaire au sien. Lors du procès, son témoignage impressionne non seulement le juge mais ouvre également les yeux de Thomas, qui découvre seulement maintenant que Julia est sa mère. Les charges retenues contre lui sont abandonnées et la mère et le fils sortent de la salle d'audience en hommes libres.

## Fiche technique
- Titre français : Le Phalène bleu[2]
- Titre original : Der blaue Nachtfalter
- Réalisateur : Wolfgang Schleif
- Scénario et dialogues : Erich Ebermayer d'après l'histoire de Carl von Barany et Siegfried Gauercke
- Directeur de la photographie : Willy Winterstein
- Musique : Lotar Elias
- Montage : Hermann Ludwig
- Société de production : Berolina-Filmproduktion GmbH (Berlin)
- Société de distribution : Union-Film
- Format : Noir et blanc - 1,66:1 - Son mono - 35 mm
- Genre : Film musical
- Durée : 91 minutes (1h31)
- Date de sortie : 
  - Allemagne de l'Ouest : 27 août 1959

## Distribution
- Zarah Leander : Julia Martens, une chanteuse d'opéra emprisonnée 13 ans pour meurtre et qui, une fois libérée, devient chanteuse au cabaret Le Phalène bleu
- Christian Wolff : Thomas Martens, son fils
- Paul Hartmann l'avocat Frahm, oncle de Thomas
- Werner Hinz : Steve Owens
- Marina Petrova :  Irina, une danseuse de cabaret dont s'éprend Thomas
- Loni Heuser : Elvira del Castros
- Lotte Brackebush : la vieille Madame Martens
- Hans Richter : le réalisateur Olten
- Lore Schulz : Elli, la bonne
- Karl Martell : le directeur
- Ingrid van Bergen : une danseuse de la revue